# جو تشايلدريس
جو تشايلدريس (بالإنجليزية: Joe Childress)‏ هو لاعب كرة قدم أمريكية أمريكي، ولد في 25 أكتوبر 1933 في روبرتسديل في الولايات المتحدة، وتوفي في 26 أكتوبر 1986 في هيوستن في الولايات المتحدة بسبب سرطان.

## وصلات خارجية
- جو تشايلدريس على موقع مرجع كرة القدم المحترفة.كوم (الإنجليزية)
- جو تشايلدريس على موقع قاعة ألاباما للمشاهير الرياضية (مؤرشف) (الإنجليزية)